# حسن فيروزآبادي
اللواء حسن فيروزآبادي (بالفارسية: سيد حسن فيروزآبادی)، (3 فبراير 1951 - 3 سبتمبر 2021)، هو عسكري إيراني ومستشار أعلى للقائد العام للقوات المسلحة وعينه علي خامنئي رئيساً لهيئة الأركان العامة القوات المسلحة الإيرانية بين 1991 و28 یولیو 2016. وبعد ذلك عينه قائد الثورة مستشارا أعلى للقائد العام للقوات المسلحة.